# アラン・ブラインダー
アラン・ブラインダー（Alan Stuart Blinder、1945年10月14日 - ）は、ニューヨーク州ニューヨーク市ブルックリン区生まれのアメリカの経済学者。プリンストン大学教授（the Gordon S. Rentschler Memorial Professor of Economics and Public Affairs in the Enonomics Department）、同大学経済政策研究センター長。専門は金融論、マクロ経済学。ニューケインジアンに属していると言われている。

## 略歴
- 1945年 ニューヨーク市ブルックリン区に生まれる。
- ニューヨーク州SyossetのSyosset High Schoolに学ぶ。
- 1967年 プリンストン大学を優秀（summa cum laude）で卒業する。
- 1968年 ロンドン・スクール・オブ・エコノミクス（LSE）でMScを取る。
- 1971年 マサチューセッツ大学よりPh.D.を取得する。
- 1971年 プリンストン大学で教え始める。
- 1988年 - 1990年 経済学部教授となる。
- この間に、東部経済学会会長、アメリカ経済学会副会長を務める。
- 1991年 アメリカ芸術科学アカデミーのフェローとなる。
- 1993年 - 1994年 クリントン大統領の大統領経済諮問委員会の委員となる。
- 1994年 - 1986年 連邦準備制度理事会（FRB）の副議長となる。
- 1997年 外国関係審議会委員となる。
- 2009年 アメリカ政治社会科学アカデミーのメンバーに選ばれる。

## 著作
- （ウィリアム・J・バウモルと共著）『エコノミック入門――マクロ・ミクロの原理と政策』、片岡晴雄・橋本泰明・森崎初男・川島康男・三野和雄・佐藤隆三共訳、HBJ出版局、1988年
- 『ハードヘッド　ソフトハート』、佐和隆光訳、ティビーエス・ブリタニカ、1988年
- （ウィリアム・J・バウモルと共著）『マクロエコノミックス入門――経済原理と経済政策』、川島康男・佐藤隆三・三野和雄共訳、HBJ出版局、1993年
- （ウィリアム・J・バウモルと共著）『ミクロエコノミックス入門――市場と制度の経済学』、箱木礼子・佐藤隆三・片岡孝夫共訳、HBJ出版局、1993年
- （ウィリアム・J・バウモルと共著）『新エコノミックス入門――マクロ・ミクロの原理と政策』、箱木礼子・三野和雄・佐藤隆三・川島康男・片岡孝夫共訳、HBJ出版局、1994年
- 『金融政策の理論と実践』、河野龍太郎・前田栄治共訳、東洋経済新報社、1999年
- （ジャネット・L・イェレンと共著）『良い政策　悪い政策――1990年代アメリカの教訓』、山岡洋一訳、日経BP社、2002年
- 『中央銀行の「静かなる革命」――金融政策が直面する3つの課題』、鈴木英明訳、日本経済新聞出版社、2008年